# Хяку моноґатарі
Хяку моноґатарі кайданкай (яп. 百 物語 怪 談 会  —Hyakumonogatari Kaidankai, або «Зустріч ста оповідачів історій про надприродне») — салонна гра, популярна в Період Едо в Японії. 

## Ігровий процес

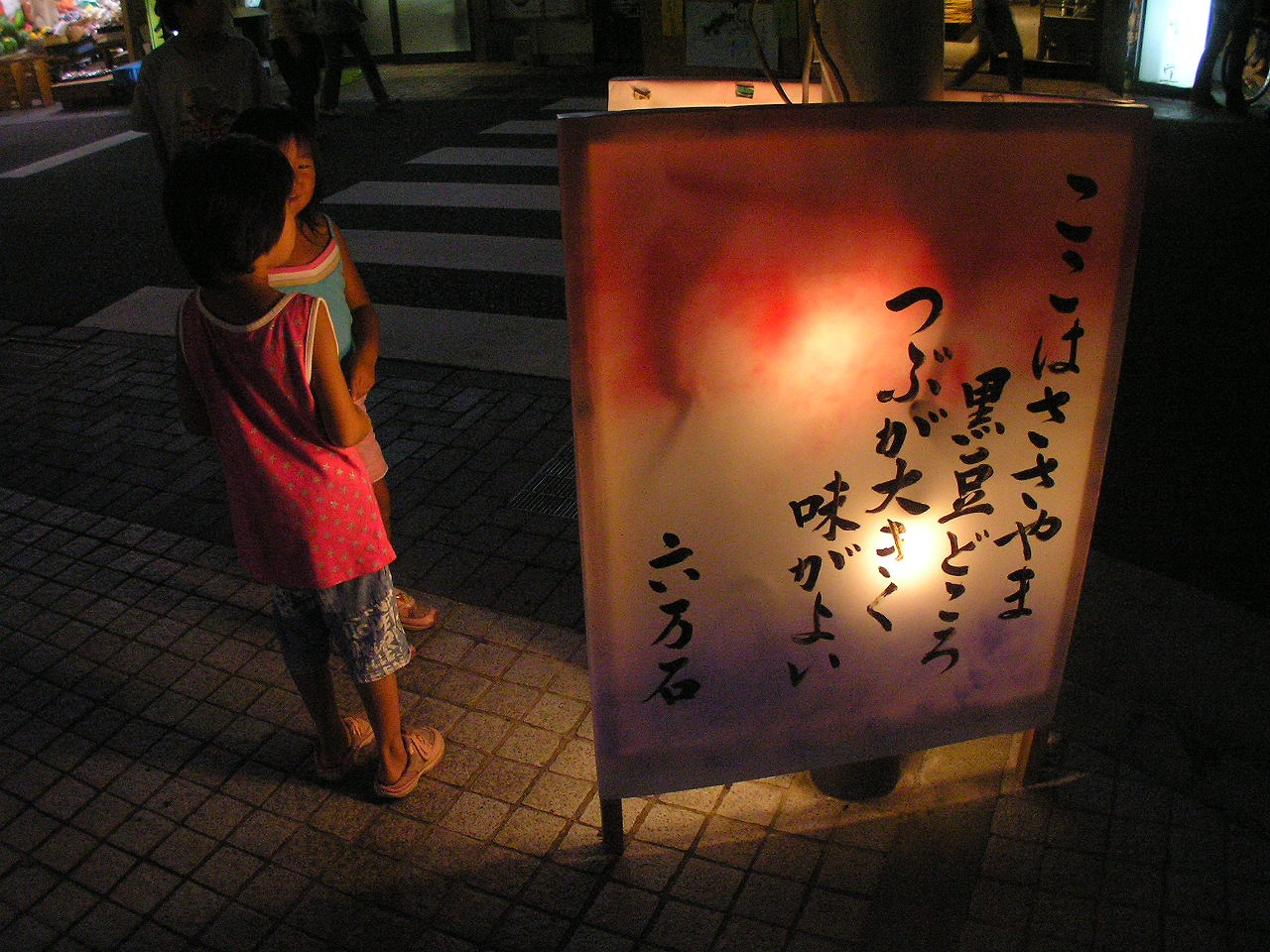
Андон — паперовий ліхтар, який використовували для гри

Гра відбувалась вночі (зазвичай опівночі) у приміщенні та полягала тому, що гравці розповідали 100 страшних історій, відомих як кайдани. Перед початком гри запалювали 100 свічок (за іншими свідченнями — 100 ліхтарів, обгорнутих синім папером), всю зброю ховали. Коли кожний зі ста оповідачів завершував свою історію про власний досвід зустрічі з надприродним, він задував свічку. У міру того, як кімната ставала все темнішою, учасники гри переходили до все страшніших історій. Після того, як був розказаний останній кайдан, затухала остання свічка, і кімната занурювалася в повну темряву. Японці вірили, що в цей момент кімната приваблювала не менш ніж сотню духів, або з'являлося чудовисько або траплялося щось дивне, надприродне.

## Історія
Період Едо (1603—1867) в Японії вважають золотим часом кайдану, тоді багато відомих авторів писали в цьому жанрі. Кайдани зазвичай ґрунтувалися на повчальних буддистських історіях або народних легендах, але могли також мати китайське походження або їх могли складати спеціально для гри.
Одне з перших докладних описів ігрового процесу датоване 1718 роком. Час найбільшої популярності гри прийшовся на період Едо, який Токуґава назвав «періодом миру», оскільки він ознаменував собою кінець тривалих воєн. Гра стала популярною, зокрема, серед самураїв (яким після війни давали адміністративні посади), які любили проводити спекотні літні вечори у такий спосіб. Гру також вважають одним зі звичаїв, що дозволяють розвивати сміливість у молодого покоління (іншим подібним звичаєм є, наприклад, нічний похід на цвинтар). надзвичайна популярність цієї гри (разом з винаходом нової технології друку в XVII столітті) призвела до того, що історії про надприродне стали збирати з усіх куточків Японії, пізніші японські письменники стали створювати антології народних легенд.
У цю гру грають і нині, вона все ще зберігає свою первинну назву. У сучасній версії цієї гри кожний учасник приносить свічку й займає заздалегідь визначене місце. Гравці вважають найбільш придатними для проведення сеансу нежитлові, покинуті приміщення або просто моторошні місця. У цю гру прийнято грати в серпні або вересні (хоча сеанси можуть проходити й упродовж всіх літніх місяців).